# صالح الدوسري (لاعب كرة قدم مواليد 1996)
صالح عمر الدوسري مواليد 2 سبتمبر 1996 في ، السعودية، هو لاعب كرة قدم سعودي.
لعب سابقاً في نادي الرياض ونادي النجمة ونادي الشرق.